# David Hendricks Bergey
David Hendricks Bergey (Skippack, Pensilvania, 27 de diciembre de 1860 - Filadelfia, Pensilvania, 5 de septiembre de 1937) fue un médico, micólogo, bacteriólogo estadounidense.
Estudió en la Universidad de Pensilvania, donde obtuvo su bachillerato en ciencias, y en 1884, el título de doctor en medicina. Se desempeñó como médico hasta 1893, cuando se hizo cargo de la enseñanza de la higiene y de la bacteriología en el Laboratorio de Higiene de la Universidad. Dirigió el mismo laboratorio desde el año 1929 hasta su jubilación en 1932.

## Algunas publicaciones
- 1989. Bergey's manual of systematic bacteriology, vol. 2. Con John G. Holt. Eds. Noel R. Krieg, John G. Holt, 4ª ed. ilustr. de Williams & Wilkins, 2.648 pp. ISBN 0683041088, ISBN 9780683041088

- 1899. Methods for the Determination of Organic Matter in Air. Smithsonian miscellaneous collections 39 (1): 1-28

- 1899. Handbook of Practical Hygiene. The Chemical Publishing Company, Eaton

- 1901. Principles of Hygiene. A practical manual for students, physicians, and health-officers. WB Saunders, Filadelfia

- 1923. Manual of Determinative Bacteriology. Williams & Wilkins Co. Baltimore
- La abreviatura «Bergey» se emplea para indicar a David Hendricks Bergey como autoridad en la descripción y clasificación científica de los vegetales.[1]